# Лебедев, Николай Константинович (писатель)
Ле́бедев Никола́й Константи́нович (1846—1888) — русский писатель
 известный также под псевдонимом Н. Морской.

## Биография
Лебедев Николай Константинович родился 25 сентября 1846 года в Симбирске в семье учителя гимназии Константина Никифоровича Лебедева. Обучался в Саратовской гимназии. Затем поступил в Санкт-Петербургский университет, который закончил со степенью кандидата физико-математических наук.
Его отец помещал в 1830-х годах лирические стихотворения в «Заволжском Муравье».
Лебедев мечтал об учёной карьере и опубликовал несколько статей в журналах «Знание» и «Грамотеи». Но из-за любви к литература он занялся литературной деятельностью.
Скончался Лебедев Николай Константинович 30 марта 1888 года.

## Литературная деятельность
За время студенчества и несколько лет после окончания университета Лебедев давал уроки во многих купеческих домах, познакомился с бытом купечества и написал романы «Аристократия Гостиного двора» и «Калиф на час». Роман «Аристократия Гостиного двора» вызвал большой интерес у читателей того времени, во многом благодаря тому, что среди его действующих лиц узнавали портреты многих видных петербургских купцов. Вместе с тем в этом произведении чувствуется настоящий литературный талант его автора.
Через два года Лебедев написал новый роман «Содом». Это произведение обратило на себя внимание Достоевского, который пожелал познакомиться с его автором.
Затем Лебедев выпустил романы «Бароцейская королева», «Сандрильона», сборник рассказов «О детях не для детей», повести и рассказы:
- «Серёжа»
- «В цветах»[10]
- «Маскарадный бал»
- «Дешёвый хлеб»[11]
- «Моничка»[12] и другие.

Особенно удавались ему детские и причудливые женские типы: Сандрильона, героиня «Moнички» и др.
Также Лебедев написал «Парадокс».
Произведения Лебедева помещались в «Ниве», «Нови», «Севере» и других журналах.
В 1885 — 1888 годы он вёл в «Санкт-Петербургских Ведомостях» отдел фельетонно-публицистического содержания под названием «Разговор».